# Glasgow Prestwick repülőtér
A Glasgow Prestwick repülőtér (IATA: PIK, ICAO: EGPK) Skócia egyik nemzetközi repülőtere, amely Glasgow közelében található. Éves utasforgalma 444 433 fő (2022).

## Futópályák
A repülőtér futópályái:
- 12/30 (2986 m, 46 m, beton, aszfalt)
- 03/21 (1905 m, 45 m, aszfalt)

## Forgalom
Az utasforgalom az elmúlt években az alábbi módon változott:
| Utasok száma | 198 795 | 362 006 | 395 040 | 539 994 | 325 601 | 312 503 | 1 486 384 | 2 414 019 | 610 837 | 444 433 |
|              | 1961    | 1968    | 1975    | 1981    | 1988    | 1995    | 2002      | 2008      | 2015    | 2022    |